# Mitovirus
Mitovirus — рід позитивноспрямованих одноланцюгових РНК-вірусів, єдиний у родині Mitoviridae порядку Cryppavirales класу Howeltoviricetes. Природними господарями служать гриби.

## Опис
Мітовіруси не мають справжнього віріону. Вони не мають капсиду або вірусної оболонки, РНК-геном і РНК-залежна РНК-полімераза (RdRp) утворюють голий рибонуклеопротеїновий комплекс.

## Геном
Мітовіруси мають несегментовані, лінійні, одноланцюгові позитивноспрямовані РНК-геноми. Геном має одну відкриту рамку зчитування, яка кодує РНК-залежну РНК-полімеразу (RdRp). Геном асоціюється з RdRp у цитоплазмі грибів-господарів.

## Репродуктивний цикл
Реплікація відбувається в цитоплазмі. Він дотримується звичайної моделі реплікації позитивно-ланцюгових РНК-вірусів; те ж саме стосується і транскрипції. Гриби служать природними господарями. Вірус залишає клітину-господаря, переходячи від клітини до клітини. Шляхи передачі – вертикальні (нащадкам від господаря) і статеві. 

## Види
- Cryphonectria mitovirus 1
- Ophiostoma mitovirus 4
- Ophiostoma mitovirus 5
- Ophiostoma mitovirus 6
- Ophiostoma mitovirus 3a